# Erill la Vall
Erillavall (en catalán y oficialmente Erill la Vall) es un núcleo de población dentro del Valle de Bohí (provincia de Lérida, España), situado en la falda del pico de Erill, a 1246 m s. n. m.
En el año 2013 tenía 93 habitantes.

## Toponimia

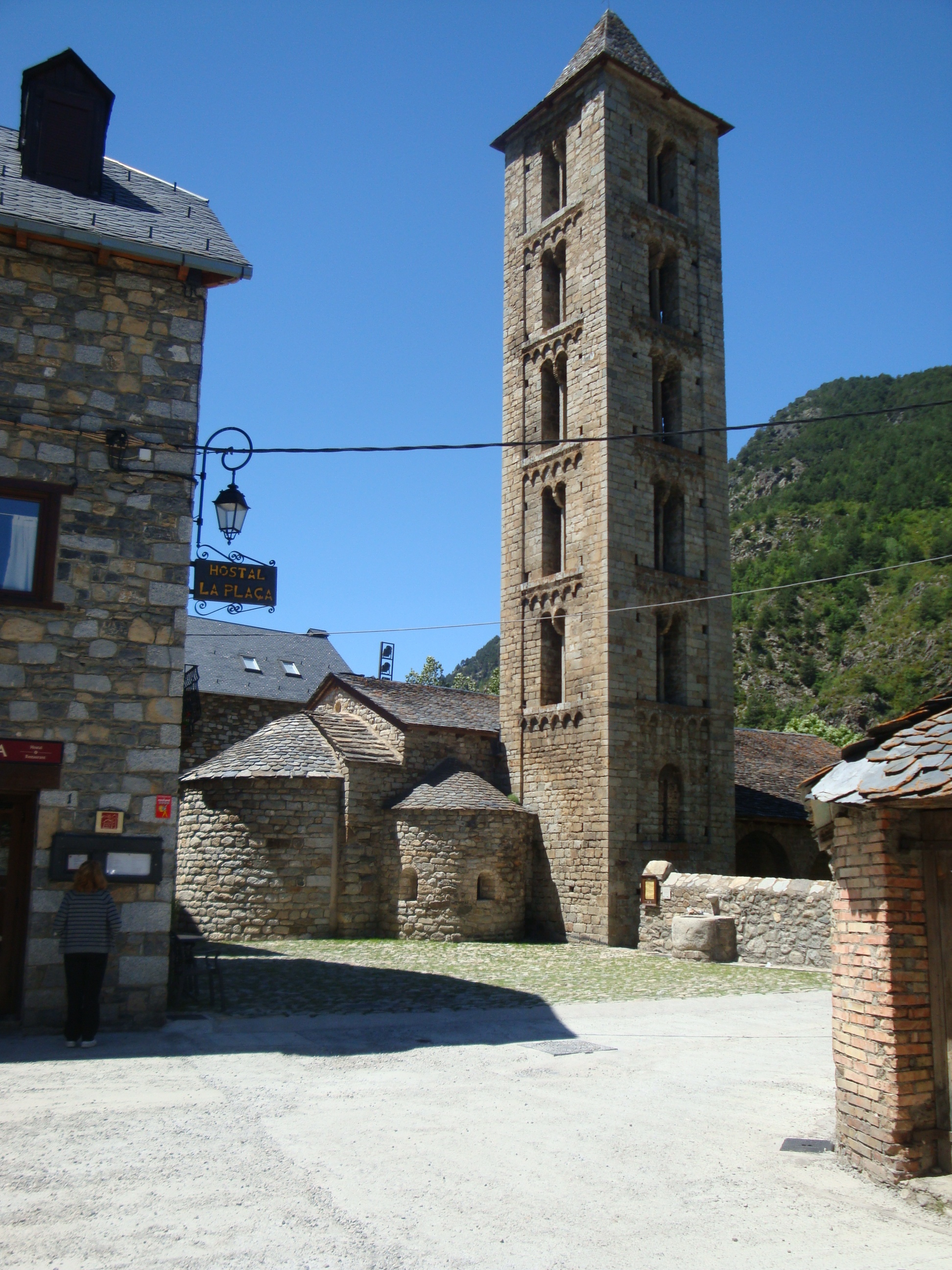
Iglesia de Santa Eulalia

Su topónimo hace referencia a la ubicación en el valle Erill la vall, que tenía razón de ser para diferenciarse del otro Erill, Erillcastell, población situada en el valle de Viu, residencia de los barones de Erill.

## Lugares de interés
Su iglesia parroquial se llama Santa Eulalia y pertenece al románico-lombardo de la zona. Fue declarada, junto al resto del conjunto románico de Vall de Bohí, Patrimonio de la Humanidad por la UNESCO, en noviembre de 2000.
Derivado de esta declaración, se construyó en Erill el Centro del Románico del Valle de Bohí.
Situado junto a la iglesia, ofrece visitas libres y guiadas a todos los edificios incluidos en el catálogo.
En las afueras de la población se encuentran los restos de la antigua ermita de San Cristòfol. Queda en pie únicamente una hilera de piedras. Se sabe que fue una iglesia de nave única con un ábside en semicírculo. Se cree que los muros carecían de ornamentos y que fue construida a finales del siglo XII.